# Hingstonia eremita
Hingstonia eremita är en mångfotingart som beskrevs av Carl 1935. Hingstonia eremita ingår i släktet Hingstonia och familjen Fuhrmannodesmidae. Inga underarter finns listade i Catalogue of Life.